# Acrocercops macrochalca
Acrocercops macrochalca is een vlinder van de familie van de mineermotten (Gracillariidae). De wetenschappelijke naam van deze soort is voor het eerst voorgesteld door Edward Meyrick in een publicatie uit 1910.
De soort komt voor op Mauritius en Réunion.